# Montcléra
Montcléra ist eine französische Gemeinde mit 275 Einwohnern (Stand: 1. Januar 2022) im Département Lot in der Region Okzitanien. Sie gehört zum Kanton Puy-l’Évêque und zum Arrondissement Gourdon.

## Lage
Das Gemeindegebiet wird vom Fluss Masse durchquert.
Nachbargemeinden sind Marminiac im Nordwesten, Cazals im Norden, Gindou im Nordosten, Les Arques im Südosten, Goujounac im Süden, Frayssinet-le-Gélat im Südwesten und Saint-Caprais im Westen.

## Bevölkerungsentwicklung
| Jahr      | 1962 | 1968 | 1975 | 1982 | 1990 | 1999 | 2008 | 2018 |
| --------- | ---- | ---- | ---- | ---- | ---- | ---- | ---- | ---- |
| Einwohner | 380  | 360  | 335  | 291  | 317  | 291  | 275  | 267  |

## Sport
Im Jahr 2024 führte die Tour de France auf der 12. Etappe durch Montcléra. Auf der D673 wurde mit der Côte de Montcléra (285 m) eine Bergwertung der 4. Kategorie abgenommen. Diese wies auf einer Länge von zwei Kilometern eine durchschnittliche Steigung von 4,6 % auf. Die Bergwertung gewann der Norweger Jonas Abrahamsen.

## Sehenswürdigkeiten

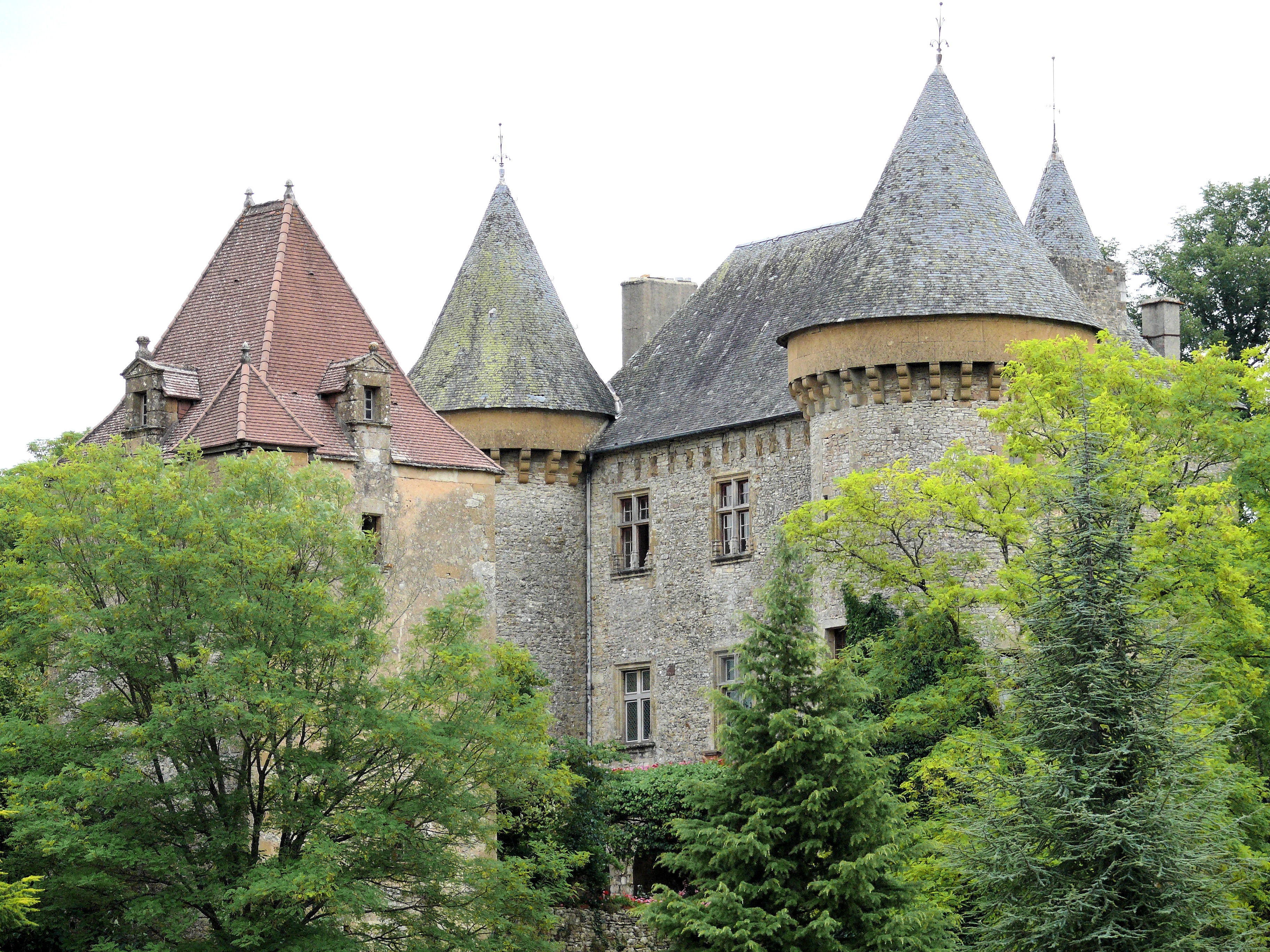
Schloss Montcléra
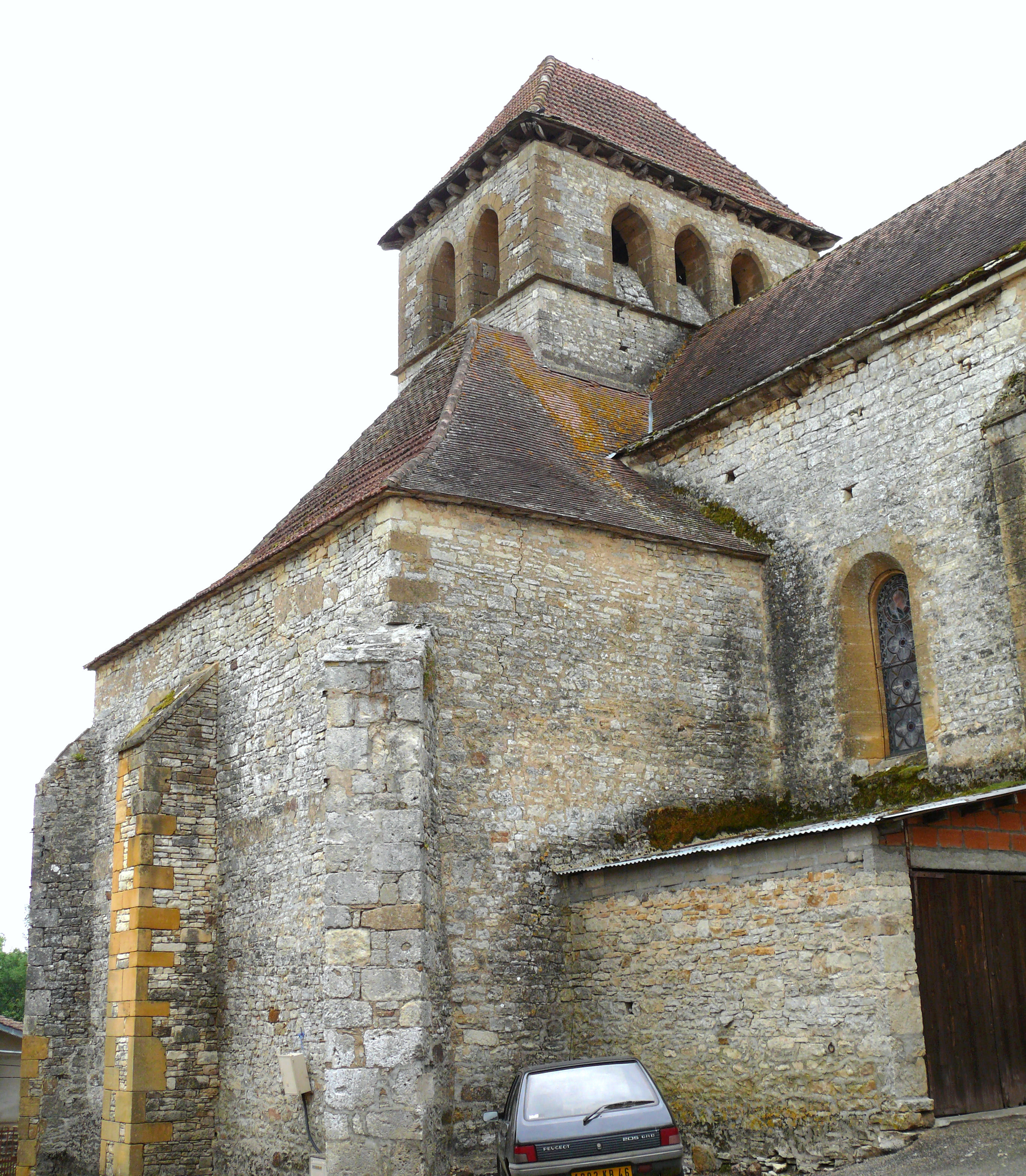
Kirche Saint-Caprais
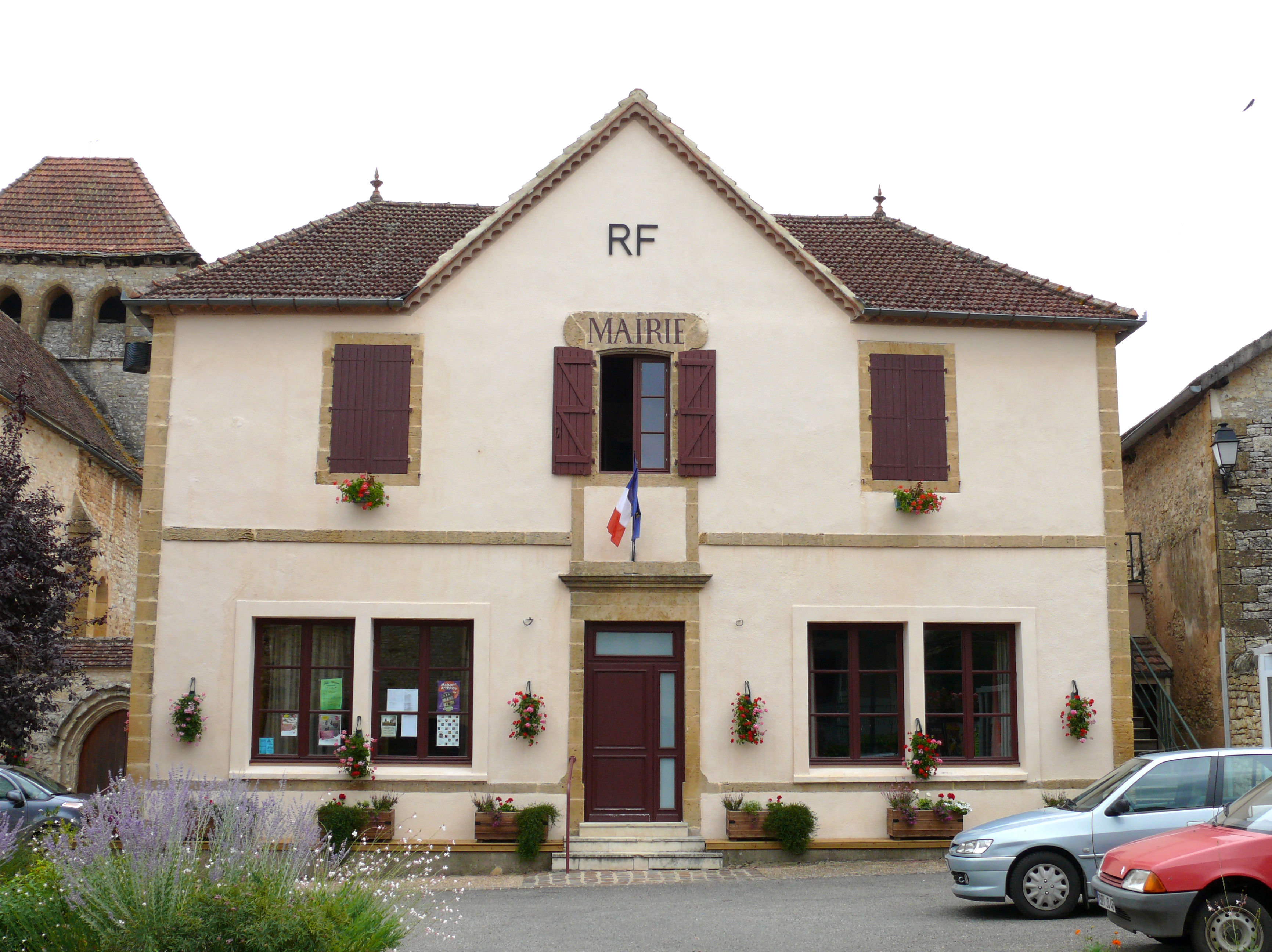
Mairie von Montcléra

- Schloss Montcléra
- Kirche Saint-Caprais
- Mairie von Montcléra